# A Taste of Extreme Divinity
 (mars 2017).
Si vous disposez d'ouvrages ou d'articles de référence ou si vous connaissez des sites web de qualité traitant du thème abordé ici, merci de compléter l'article en donnant les références utiles à sa vérifiabilité et en les liant à la section « Notes et références ».
Albums de Hypocrisy
Catch 22 (V2.0.08)
(2008) Hell Over Sofia - 20 Years of Chaos and Confusion
(2011)
A Taste of Extreme Divinity est le 11e album studio du groupe de death metal mélodique suédois Hypocrisy, sorti, sous le label Nuclear Blast, le 23 octobre 2009 en Europe et le 3 novembre aux États-Unis, cette dernière édition contenant 3 titres bonus.

## Présentation
Pour ce nouvel album, Peter Tägtgren, le guitariste et leader du groupe, invite à nouveau son comparse Denis Goria, photographe du dernier album du groupe Pain, pour travailler avec lui sur le visuel de l'album. Denis réalise toutes les photos de l'album et de la promo et, pour la première fois pour lui, la création graphique du booklet et annonce, plus tard, avoir mélangé Hypocrisy à l'univers crasseux des slashers américains des années 1970.
Une tournée mondiale débute en janvier 2010.

## Liste des titres
| 1.    | Valley of the Damned       | 4:17 |
| 2.    | Hang Him High              | 4:35 |
| 3.    | Solar Empire               | 5:16 |
| 4.    | Weed Out the Weak          | 3:50 |
| 5.    | No Tomorrow                | 4:16 |
| 6.    | Global Domination          | 5:15 |
| 7.    | Taste the Extreme Divinity | 3:36 |
| 8.    | Alive                      | 4:22 |
| 9.    | The Quest                  | 5:31 |
| 10.   | Tamed (Filled with Fear)   | 4:39 |
| 11.   | Sky Is Falling Down        | 4:33 |
| 50:09 |                            |      |

| Titre bonus - Édition limitée digipack Allemagne | Titre bonus - Édition limitée digipack Allemagne | Titre bonus - Édition limitée digipack Allemagne | Titre bonus - Édition limitée digipack Allemagne | Titre bonus - Édition limitée digipack Allemagne | Titre bonus - Édition limitée digipack Allemagne | Titre bonus - Édition limitée digipack Allemagne | Titre bonus - Édition limitée digipack Allemagne | Titre bonus - Édition limitée digipack Allemagne | Titre bonus - Édition limitée digipack Allemagne |
| No                                               | Titre                                            | Durée                                            |                                                  |                                                  |                                                  |                                                  |                                                  |                                                  |                                                  |
| ------------------------------------------------ | ------------------------------------------------ | ------------------------------------------------ | ------------------------------------------------ | ------------------------------------------------ | ------------------------------------------------ | ------------------------------------------------ | ------------------------------------------------ | ------------------------------------------------ | ------------------------------------------------ |
| 12.                                              | The Sinner                                       | 5:07                                             |                                                  |                                                  |                                                  |                                                  |                                                  |                                                  |                                                  |
| 55:17                                            |                                                  |                                                  |                                                  |                                                  |                                                  |                                                  |                                                  |                                                  |                                                  |

| Titres bonus - Édition limitée américaine | Titres bonus - Édition limitée américaine | Titres bonus - Édition limitée américaine | Titres bonus - Édition limitée américaine | Titres bonus - Édition limitée américaine | Titres bonus - Édition limitée américaine | Titres bonus - Édition limitée américaine | Titres bonus - Édition limitée américaine | Titres bonus - Édition limitée américaine | Titres bonus - Édition limitée américaine |
| No                                        | Titre                                     | Durée                                     |                                           |                                           |                                           |                                           |                                           |                                           |                                           |
| ----------------------------------------- | ----------------------------------------- | ----------------------------------------- | ----------------------------------------- | ----------------------------------------- | ----------------------------------------- | ----------------------------------------- | ----------------------------------------- | ----------------------------------------- | ----------------------------------------- |
| 12.                                       | The Sinner                                | 5:07                                      |                                           |                                           |                                           |                                           |                                           |                                           |                                           |
| 13.                                       | Taste the Extreme Divinity (2008 demo)    | 3:35                                      |                                           |                                           |                                           |                                           |                                           |                                           |                                           |
| 14.                                       | Valley of the Damned (2008 demo)          | 4:15                                      |                                           |                                           |                                           |                                           |                                           |                                           |                                           |
| 63:07                                     |                                           |                                           |                                           |                                           |                                           |                                           |                                           |                                           |                                           |

## Crédits

### Membres du groupe
- Peter Tägtgren : chant et guitares
- Mikael Hedlund : basse
- Horgh : batterie, percussions

### Équipes technique et production
- Production, mixage, enregistrement : Peter Tägtgren
- Mastering : Jonas Kjellgren
- Artwork, Design : Christian Wahlin
- Photographie : Denis Goria
- Mise en page : Denis Goria, Timo Pollinger